# The Beat of My Heart
| Recensione | Giudizio |
| ---------- | -------- |
| AllMusic   |          |

The Beat of My Heart è un album in studio del cantante statunitense Tony Bennett, pubblicato dalla casa discografica Columbia Records nel dicembre del 1957.

## Tracce

### LP
Lato A
1. Let's Begin – 2:00 (testo: Otto Harbach – musica: Jerome Kern) – Registrato il 14 ottobre 1957 al CBS Studio, New York
2. Lullaby of Broadway – 2:24 (testo: Al Dubin – musica: Harry Warren) – Registrato il 21 ottobre 1957 a New York
3. Let There Be Love – 2:03 (testo: Ian Grant – musica: Lionel Rand) – Registrato il 25 ottobre 1957 al CBS Studio, New York
4. Love for Sale – 3:08 (Cole Porter) – Registrato il 25 ottobre 1957 al CBS Studio, New York
5. Army Air Corps Song – 2:42 (Robert MacArthur Crawford) – Registrato il 21 ottobre 1957 a New York
6. Crazy Rhythm – 2:07 (testo: Irving Caesar – musica: Joseph Meyer, Roger Wolfe Kahn) – Registrato il 27 giugno 1957 al CBS Studio, New York

Lato B
1. The Beat of My Heart – 2:24 (testo: Johnny Burke – musica: Harold Spina) – Registrato il 27 giugno 1957 al CBS Studio, New York
2. So Beats My Heart for You – 2:49 (Pat Ballard, Charles Henderson, Tom Waring) – Registrato il 25 ottobre 1957 al CBS Studio, New York
3. Blues in the Night – 2:50 (testo: Johnny Mercer – musica: Harold Arlen) – Registrato il 21 ottobre 1957 a New York
4. Lazy Afternoon – 2:21 (John Latouche, Jerome Moross) – Registrato il 27 giugno 1957 al CBS Studio, New York
5. Let's Face the Music and Dance – 2:47 (Irving Berlin) – Registrato il 25 ottobre 1957 al CBS Studio, New York
6. Just One of Those Things – 2:03 (Cole Porter) – Registrato il 14 ottobre 1957 al CBS Studio, New York

- Durata brani ricavati dal CD del 2017 pubblicato dalla Columbia/Legacy Records (88985406872)

### CD
Edizione CD del 2017, pubblicato dalla Columbia/Legacy Records (88985406872)
1. Let's Begin – 2:00 (testo: Otto Harbach – musica: Jerome Kern)
2. Lullaby of Broadway – 2:24 (testo: Al Dubin – musica: Harry Warren)
3. Let There Be Love – 2:03 (testo: Ian Grant – musica: Lionel Rand)
4. Love for Sale – 3:08 (Cole Porter)
5. Army Air Corps Song – 2:42 (Robert MacArthur Crawford)
6. Crazy Rhythm – 2:07 (testo: Irving Caesar – musica: Joseph Meyer, Roger Wolfe Kahn)
7. The Beat of My Heart – 2:24 (testo: Johnny Burke – musica: Harold Spina)
8. So Beats My Heart for You – 2:49 (Pat Ballard, Charles Henderson, Tom Waring)
9. Blues in the Night – 2:50 (testo: Johnny Mercer – musica: Harold Arlen)
10. Lazy Afternoon – 2:21 (John Latouche, Jerome Moross)
11. Let's Face the Music and Dance – 2:47 (Irving Berlin)
12. Just One of Those Things – 2:03 (Cole Porter)
13. It's so Peaceful in the Country – 2:44 (Alec Wilder) – Traccia bonus - Registrato il 27 giugno 1957 al CBS Studio, New York
14. In Sandy's Eyes – 2:42 (T. Borelli) – Traccia bonus - Registrato il 27 giugno 1957 al CBS Studio, New York
15. I Get a Kick Out of You – 3:05 (Cole Porter) – Traccia bonus - Registrato il 14 ottobre 1957 al CBS Studio, New York
16. You Go to My Head – 2:40 (testo: Haven Gillespie – musica: J. Fred Coots) – Traccia bonus - Registrato il 14 ottobre 1957 al CBS Studio, New York
17. I Only Have Eyes for You – 2:13 (testo: Al Dubin – musica: Harry Warren) – Traccia bonus - Registrato il 25 ottobre 1957 al CBS Studio, New York
18. Begin the Beguine – 4:22 (Cole Porter) – Traccia bonus - Registrato il 21 ottobre 1957 a New York

## Musicisti
Let's Begin / Just One of Those Things / I Get a Kick Out of You / You Go to My Head
- Tony Bennett – voce
- Ralph Sharon – conduttore orchestra, piano, arrangiamenti
- Al Cohn – sassofono tenore
- Nat Adderley – tromba
- Milt Hinton – contrabbasso
- Art Blakey – batteria

Lullaby of Broadway / Army Air Corps Song / Blues in the Night / Begin the Beguine
- Tony Bennett – voce
- Ralph Sharon – conduttore orchestra, piano, arrangiamenti
- Robert Alexnder – trombone
- James Dahl – trombone
- Ziskind Lieb – trombone
- Kai Winding – trombone
- Eddie Safranski – contrabbasso
- Eddie Costa – vibrafono
- Jo Jones – batteria

Let There Be Love / Love for Sale / So Beats My Heart for You / Let's Face the Music and Dance / I Only Have Eyes for You
- Tony Bennett – voce
- Ralph Sharon – conduttore orchestra, piano, arrangiamenti
- Bobby Jasper – flauto
- Herbie Mann – flauto
- Spencer Sinatra – flauto
- William J. Slapin – flauto
- Vincent D. Vittorio – flauto
- William Exiner – batteria
- Cándido – percussioni
- Sabu Martinez – percussioni

Crazy Rhythm / The Beat of My Heart / Lazy Afternoon / It's so Peaceful in the Country / In Sandy's Eyes
- Tony Bennett – voce
- Ralph Sharon – conduttore orchestra, piano, arrangiamenti
- John Pisano – chitarra
- James Bond – contrabbasso
- Chico Hamilton – batteria

Note aggiuntive
- Tony Bennett e Ralph Sharon – produttori
- Ralph Sharon – note retrocopertina album originale
- Al Ham – ingegnere delle registrazioni[3]